# Millimetre Wave Gigabit Wireless
Millimetre Wave Gigabit Wireless (wörtlich übersetzt: Millimeter Welle Gigabit Drahtlos), kurz Wireless GIGE, auch Gifi genannt, ist eine vom National Information and Communications Technology Research Centre (NICTA) an der Universität Melbourne entwickelte Funktechnologie.
Wireless GIGE soll Übertragungsraten von 5 GBit/s erreichen. Die Reichweite ist jedoch auf ca. 10 m begrenzt. Gesendet wird auf einer Frequenz von 60 GHz. 
Bei 60 GHz beträgt die Wellenlänge λ
{\displaystyle \lambda ={\frac {c}{f}}={\frac {300000{\frac {\mathrm {km} }{\mathrm {s} }}}{60\mathrm {GHz} }}=5\mathrm {mm} },
daher die Bezeichnung Millimeter Welle („Millimetre Wave“).
Der auf CMOS-Technik basierende Funkchip ist hochintegriert, so dass nur ein minimaler externer Beschaltungsaufwand erforderlich ist. Die Kosten für den Chip sind daher sehr gering und liegen bei ca. 6–7 Euro.
Mit Hilfe dieser Funktechnologie sollen Media- und Entertainment-Geräte, wie Fernseher, DVD-Player, Spielekonsolen usw., im Wohnzimmer miteinander vernetzt werden.